# Réseau neuronal résiduel
 (février 2023).
La mise en forme du texte ne suit pas les recommandations de Wikipédia : il faut le « wikifier ».
Les points d'amélioration suivants sont les cas les plus fréquents. Le détail des points à revoir est peut-être précisé sur la page de discussion.
- Les titres sont pré-formatés par le logiciel. Ils ne sont ni en capitales, ni en gras.
- Le texte ne doit pas être écrit en capitales (les noms de famille non plus), ni en gras, ni en italique, ni en « petit »…
- Le gras n'est utilisé que pour surligner le titre de l'article dans l'introduction, une seule fois.
- L'italique est rarement utilisé : mots en langue étrangère, titres d'œuvres, noms de bateaux, etc.
- Les citations ne sont pas en italique mais en corps de texte normal. Elles sont entourées par des guillemets français : « et ».
- Les listes à puces sont à éviter, des paragraphes rédigés étant largement préférés. Les tableaux sont à réserver à la présentation de données structurées (résultats, etc.).
- Les appels de note de bas de page (petits chiffres en exposant, introduits par l'outil «  Source ») sont à placer entre la fin de phrase et le point final[comme ça].
- Les liens internes (vers d'autres articles de Wikipédia) sont à choisir avec parcimonie. Créez des liens vers des articles approfondissant le sujet. Les termes génériques sans rapport avec le sujet sont à éviter, ainsi que les répétitions de liens vers un même terme.
- Les liens externes sont à placer uniquement dans une section « Liens externes », à la fin de l'article. Ces liens sont à choisir avec parcimonie suivant les règles définies. Si un lien sert de source à l'article, son insertion dans le texte est à faire par les notes de bas de page.
- La présentation des références doit suivre les conventions bibliographiques. Il est recommandé d'utiliser les modèles {{Ouvrage}}, {{Chapitre}}, {{Article}}, {{Lien web}} et/ou {{Bibliographie}}. Le mode d'édition visuel peut mettre en forme automatiquement les références.
- Insérer une infobox (cadre d'informations à droite) n'est pas obligatoire pour parachever la mise en page.

Pour une aide détaillée, merci de consulter Aide:Wikification.
Si vous pensez que ces points ont été résolus, vous pouvez retirer ce bandeau et améliorer la mise en forme d'un autre article.
 (février 2023).

Forme canonique d'un réseau neuronal résiduel. Une couche ℓ − 1 est ignoré sur l'activation de ℓ − 2.

Un réseau neuronal résiduel (ResNet)  est un réseau neuronal artificiel (ANN). Il s'agit d'une variante du HighwayNet , le premier réseau neuronal à action directe très profond avec des centaines de couches, beaucoup plus profond que les réseaux neuronaux précédents. Les sauts de connexion ou « raccourcis » sont utilisés pour passer par-dessus certaines couches (les HighwayNets peuvent également avoir des poids pour les sauts eux-mêmes, grâce à une matrice de poids supplémentaire pour leurs portes). Les neurones à l'origine d'un saut de connexion sont appelés les neurones « amonts ». Les modèles ResNet typiques sont mis en œuvre avec des sauts à double ou triple couche qui contiennent des non-linéarités (ReLU) et une normalisation par lots entre les deux. Les modèles avec plusieurs sauts parallèles sont appelés DenseNets. Dans le contexte des réseaux de neurones résiduels, un réseau non résiduel peut être décrit comme un réseau simple.
Comme dans le cas des réseaux de neurones récurrents à mémoire longue et à court terme, il existe deux raisons principales d'ajouter des connexions de saut : pour éviter le problème d’évanescence des gradients, conduisant ainsi à une optimisation plus facile des réseaux de neurones, où les mécanismes de déclenchement faciliter le flux d'informations à travers de nombreuses couches (« autoroutes de l'information »), ou pour atténuer le problème de dégradation (saturation de la précision) ; où l'ajout de couches supplémentaires à un modèle suffisamment profond peut augmenter les erreurs liées à l'apprentissage. Dans le cas le plus simple, seuls les poids de la connexion de la couche précédente sont adaptés, sans poids explicites pour la couche amont. Cela fonctionne mieux lorsqu'une seule couche non linéaire est franchie ou lorsque les couches intermédiaires sont toutes linéaires. Si ce n'est pas le cas, une matrice de pondération explicite doit être apprise pour la connexion ignorée (un HighwayNet doit être utilisé).
Les sauts peuvent permettre une simplification efficace du réseau, en utilisant moins de couches dans les étapes de formation initiales[pas clair] . Cela accélère l'apprentissage en réduisant l'impact de l’évanescence des gradients, car il y a moins de couches à traverser. Le réseau restaure ensuite progressivement les couches ignorées au fur et à mesure qu'il apprend l' espace des caractéristiques . Vers la fin de l'entraînement, lorsque toutes les couches sont développées, il reste plus proche du collecteur[pas clair] et apprend ainsi plus vite. Un réseau de neurones sans parties résiduelles explore davantage l'espace des caractéristiques. Cela le rend plus vulnérable aux perturbations et nécessite des données d'entraînement supplémentaires pour compenser.
Un réseau neuronal résiduel a été utilisé pour remporter le concours ImageNet  2015, et est devenu le réseau neuronal le plus cité du 21e siècle.
Étant donné une matrice de poids {\textstyle W^{\ell -1,\ell }} pour les poids de connexion de la couche {\textstyle \ell -1} pour {\textstyle \ell }, et une matrice de poids {\textstyle W^{\ell -2,\ell }} pour les poids de connexion de la couche {\textstyle \ell -2} à {\textstyle \ell }, alors la propagation vers l'avant à travers la fonction d'activation (alias HighwayNets) est
{\displaystyle {\begin{aligned}a^{\ell }&:=\mathbf {g} (W^{\ell -1,\ell }\cdot a^{\ell -1}+b^{\ell }+W^{\ell -2,\ell }\cdot a^{\ell -2})\\&:=\mathbf {g} (Z^{\ell }+W^{\ell -2,\ell }\cdot a^{\ell -2})\end{aligned}}}
{\textstyle a^{\ell }} : activations (sorties) des neurones dans la couche {\textstyle \ell } ,
{\textstyle \mathbf {g} } : fonction d'activation pour la couche {\textstyle \ell } ,
{\textstyle W^{\ell -1,\ell }} : matrice de poids pour les neurones entre les couches {\textstyle \ell -1} et {\textstyle \ell },
{\textstyle Z^{\ell }=W^{\ell -1,\ell }\cdot a^{\ell -1}+b^{\ell }}
Si le nombre de sommets sur la couche {\textstyle \ell -2} est égal au nombre de sommets sur le calque {\textstyle \ell } et si {\textstyle W^{\ell -2,\ell }} est la matrice d'identité, la propagation vers l'avant à travers la fonction d'activation se simplifie en {\displaystyle a^{\ell }:=\mathbf {g} (Z^{\ell }+a^{\ell -2}).} Dans ce cas, la connexion entre les couches {\textstyle \ell -2} et {\textstyle \ell } s'appelle un bloc d'identité .
Dans le cortex cérébral, ces sauts vers l'avant sont effectués pour plusieurs couches. Habituellement, tous les sauts vers l'avant partent de la même couche et se connectent successivement aux couches ultérieures. Dans le cas général, cela sera exprimé comme (alias DenseNets)
{\displaystyle a^{\ell }:=\mathbf {g} \left(Z^{\ell }+\sum _{k=2}^{K}W^{\ell -k,\ell }\cdot a^{\ell -k}\right)} .

## Propagation vers l'arrière
Pendant l'apprentissage par rétropropagation pour le chemin normal
{\displaystyle \Delta w^{\ell -1,\ell }:=-\eta {\frac {\partial E^{\ell }}{\partial w^{\ell -1,\ell }}}=-\eta a^{\ell -1}\cdot \delta ^{\ell }}
et pour les chemins de saut (presque identiques)
{\displaystyle \Delta w^{\ell -2,\ell }:=-\eta {\frac {\partial E^{\ell }}{\partial w^{\ell -2,\ell }}}=-\eta a^{\ell -2}\cdot \delta ^{\ell }} .
Dans les deux cas
{\textstyle \eta } un taux d'apprentissage ( {\textstyle \eta <0)} ,
{\textstyle \delta ^{\ell }} le signal d'erreur des neurones au niveau de la couche {\textstyle \ell }, et
{\textstyle a_{i}^{\ell }} l'activation des neurones au niveau de la couche {\textstyle \ell } .
Si le chemin de saut a des poids fixes (par exemple la matrice d'identité, comme ci-dessus), alors ils ne sont pas mis à jour. Si elles peuvent être mises à jour, la règle est une règle de mise à jour de rétropropagation ordinaire.
Dans le cas général, il peut y avoir {\textstyle K} sauter les matrices de pondération des chemins, donc
{\displaystyle \Delta w^{\ell -k,\ell }:=-\eta {\frac {\partial E^{\ell }}{\partial w^{\ell -k,\ell }}}=-\eta a^{\ell -k}\cdot \delta ^{\ell }}
Comme les règles d'apprentissage sont similaires, les matrices de poids peuvent être fusionnées et apprises durant la même étape.